# Подушко Ганна Георгіївна
Га́нна Гео́ргіївна Подушко (1906 , Дніпро, Катеринославська губернія, Російська імперія  — невідомо ) — українська радянська діячка, 1-й секретар Красногвардійського райкому КП(б)У міста Дніпропетровська. Кандидат у члени ЦК КП(б)У (червень 1938 — серпень 1946). Член ЦК КП(б)У (серпень 1946 — січень 1949). Депутат, член Мандатної комісії Верховної Ради УРСР 1-го скликання.

## Біографія
Народилася 1906 року в родині робітника в Катеринославі, тепер Дніпро.
Працювала робітницею Дніпропетровського заводу металургійного (механічного) обладнання.
Член ВКП(б) з 1932 року.
До травня 1938 року — парторг доменного цеху Дніпропетровського заводу механічного обладнання.
З травня 1938 року — 2-й секретар Красногвардійського районного комітету КП(б)У міста Дніпропетровська.
26 червня 1938 року обрана депутатом Верховної Ради УРСР 1-го скликання по Кіровській виборчій окрузі № 203 Дніпропетровської області.
Під час німецько-радянської війни перебувала у евакуації у східних районах СРСР.
З 1943 по листопад 1946 року — 1-й секретар Красногвардійського районного комітету КП(б)У міста Дніпропетровська.
Делегат XIV та XV з'їздів КП(б)У (1938, 1940).

## Нагороди
- орден «Знак Пошани»